# Torre de Bujaco en la Plaza Mayor
Torre de Bujaco en la Plaza Mayor är ett monument i Spanien.   Det ligger i provinsen Provincia de Cáceres och regionen Extremadura, i den centrala delen av landet, 250 km väster om huvudstaden Madrid. Torre de Bujaco en la Plaza Mayor ligger 443 meter över havet.
Terrängen runt Torre de Bujaco en la Plaza Mayor är lite kuperad. Runt Torre de Bujaco en la Plaza Mayor är det ganska glesbefolkat, med 45 invånare per kvadratkilometer. Närmaste större samhälle är Cáceres, 0,17 km nordväst om Torre de Bujaco en la Plaza Mayor. Trakten runt Torre de Bujaco en la Plaza Mayor består till största delen av jordbruksmark.